# 雪山隧道火燒車事故
雪山隧道火燒車事故是2012年5月7日發生於臺灣蔣渭水高速公路雪山隧道的交通事故，肇因一輛廂型車在南行線隧道爆胎，跟隨在後的葛瑪蘭客運巴士、一輛客貨兩用車及首都客運巴士互相追撞，造成客貨車與首都客運巴士起火燃燒，導致2人（客貨車正副駕駛）被燒死、31人被濃煙嗆傷；而肇事車輛起火燃燒使隧道內濃煙密布，造成隧道內數百人一度被困。此次為雪山隧道開通以來第九次事故，也是傷亡最為嚴重的一次事故。

## 事發經過

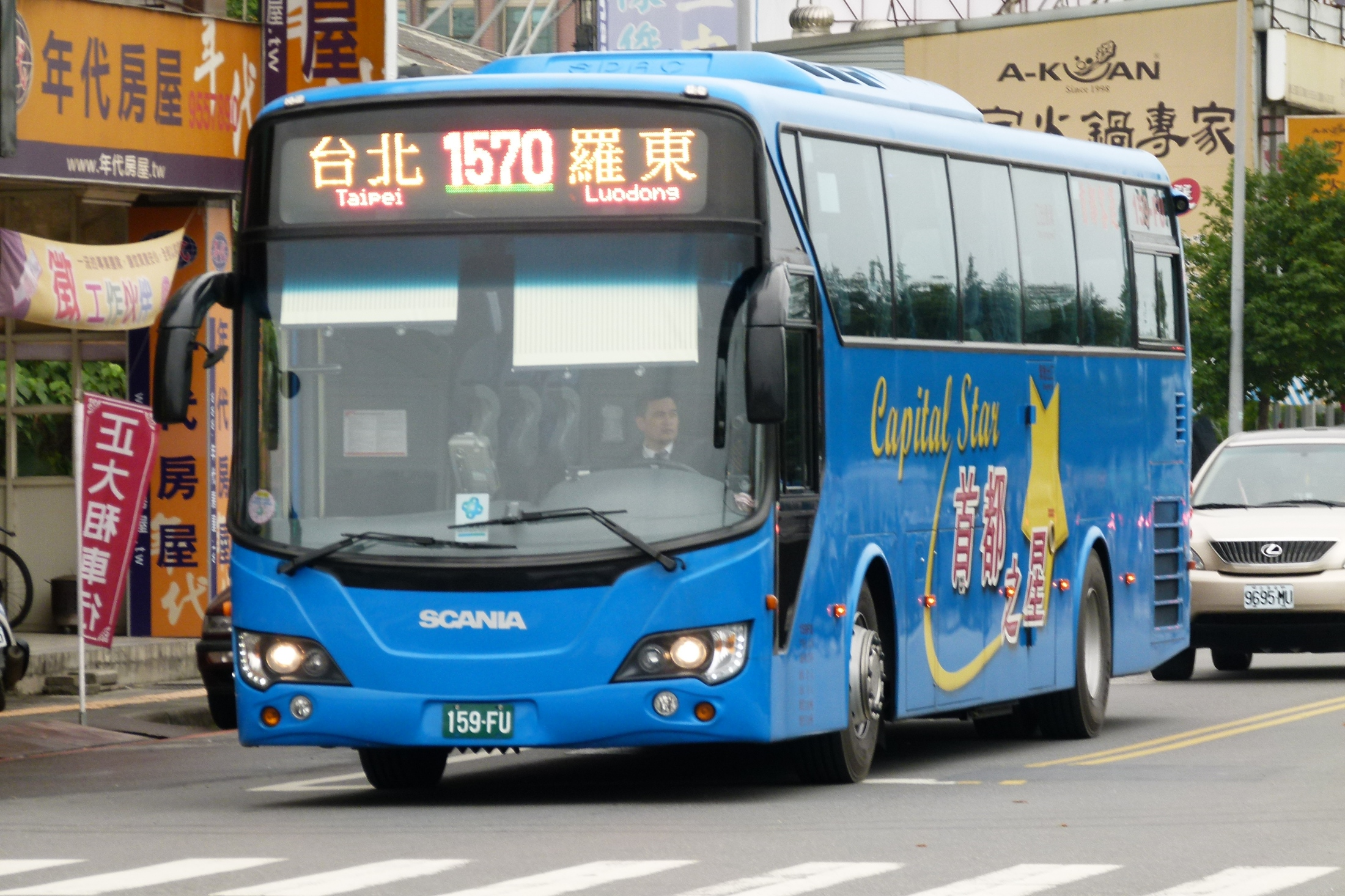
首都客運巴士159-FU毀於此次事故

2012年5月7日下午1時26分，國道5號蔣渭水高速公路南下26.7公里，約為雪山隧道東行線靠近宜蘭方向處（33號橫坑旁），一輛廂型車因爆胎而減速行駛，準備臨時停車，後方車輛及葛瑪蘭客運巴士立即亮起故障燈並且閃避；但後方的首都客運巴士疑似因未注意前方車輛動態，先追撞位於葛瑪蘭客運後方的小貨車（客貨兩用）致貨車再往前推撞葛瑪蘭客運（其中首都客運疑似司機精神不濟或忙於回想標準作業程序，而煞車不及）。強大衝擊力下，小貨車起火燃燒，車內正副駕駛因逃生不及受困車內，被救出時已被燒黑而無生命跡象。
車禍事故發生後，交通部臺灣區國道高速公路局、內政部警政署國道公路警察局緊急封閉雪山隧道南北向全線。隧道內竄出大量濃煙，由於抽風系統不良，造成火勢撲滅後隧道內仍有大量濃煙，多人因而嗆傷。北上隧道於下午2時40分疏散完畢，南下隧道則在下午4時26分完成疏散。消防隊員在事發78分鐘後完全撲滅火勢及排除煙霧。
事故發生後，在雪山隧道南北雙向車道封閉期間，首都客運、葛瑪蘭客運一度暫停營運，交通部公路總局緊急協調次日南下經由省道行駛直到恢復通車。
雪山隧道於事故發生當日晚間7點16分開放北上外側車道，同日晚間11點36分南下石碇至坪林路段恢復通車，5月8日早上6點6分恢復北上內側車道通車，6點25分南下車道全線恢復通車。。因事故地點之照明尚未修復，暫時限制時速80公里（目前正常速限為時速90公里）。

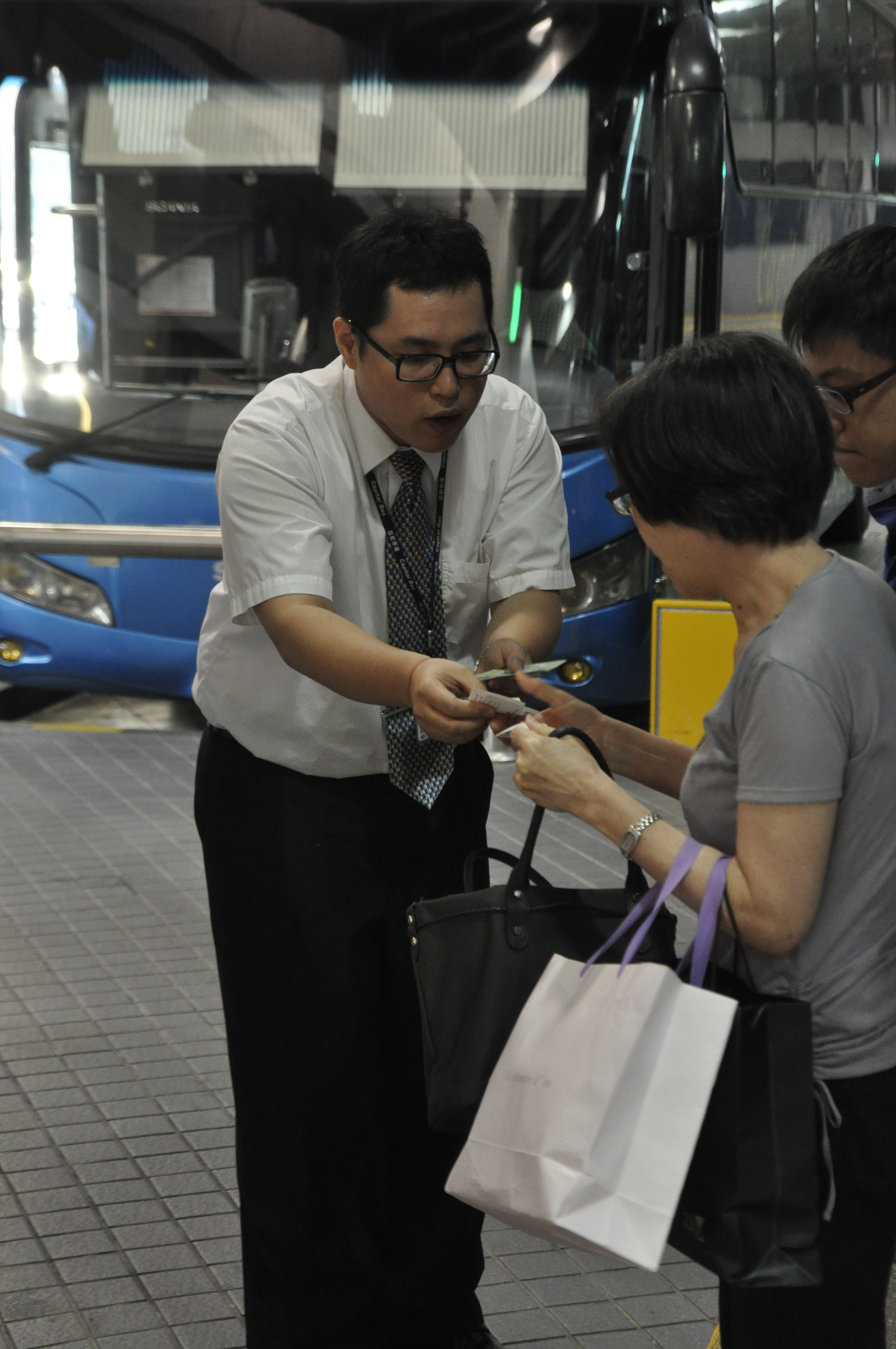
首都客運因雪山隧道事故臨時退票

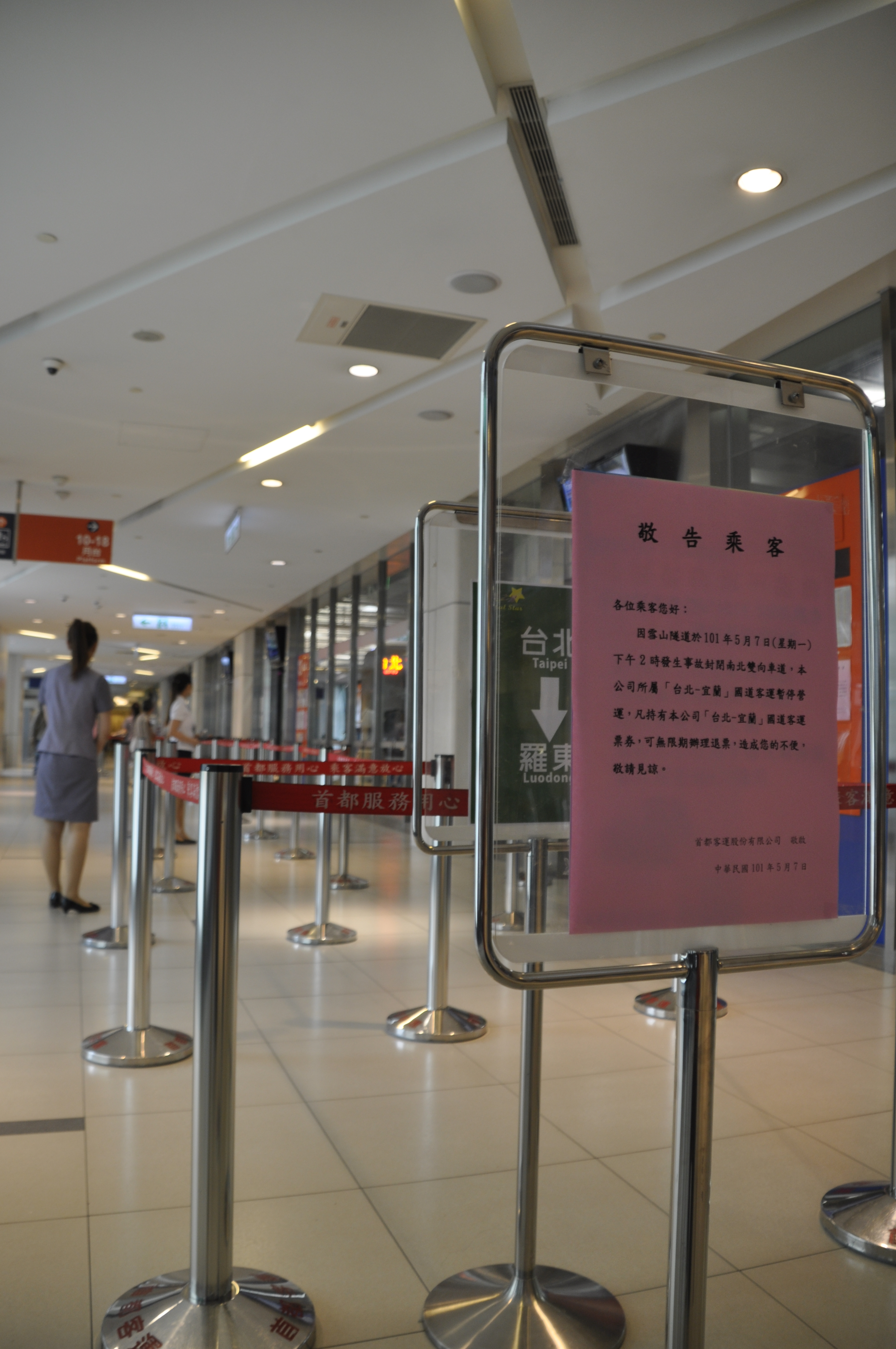
首都客運因雪山隧道事故臨時停駛

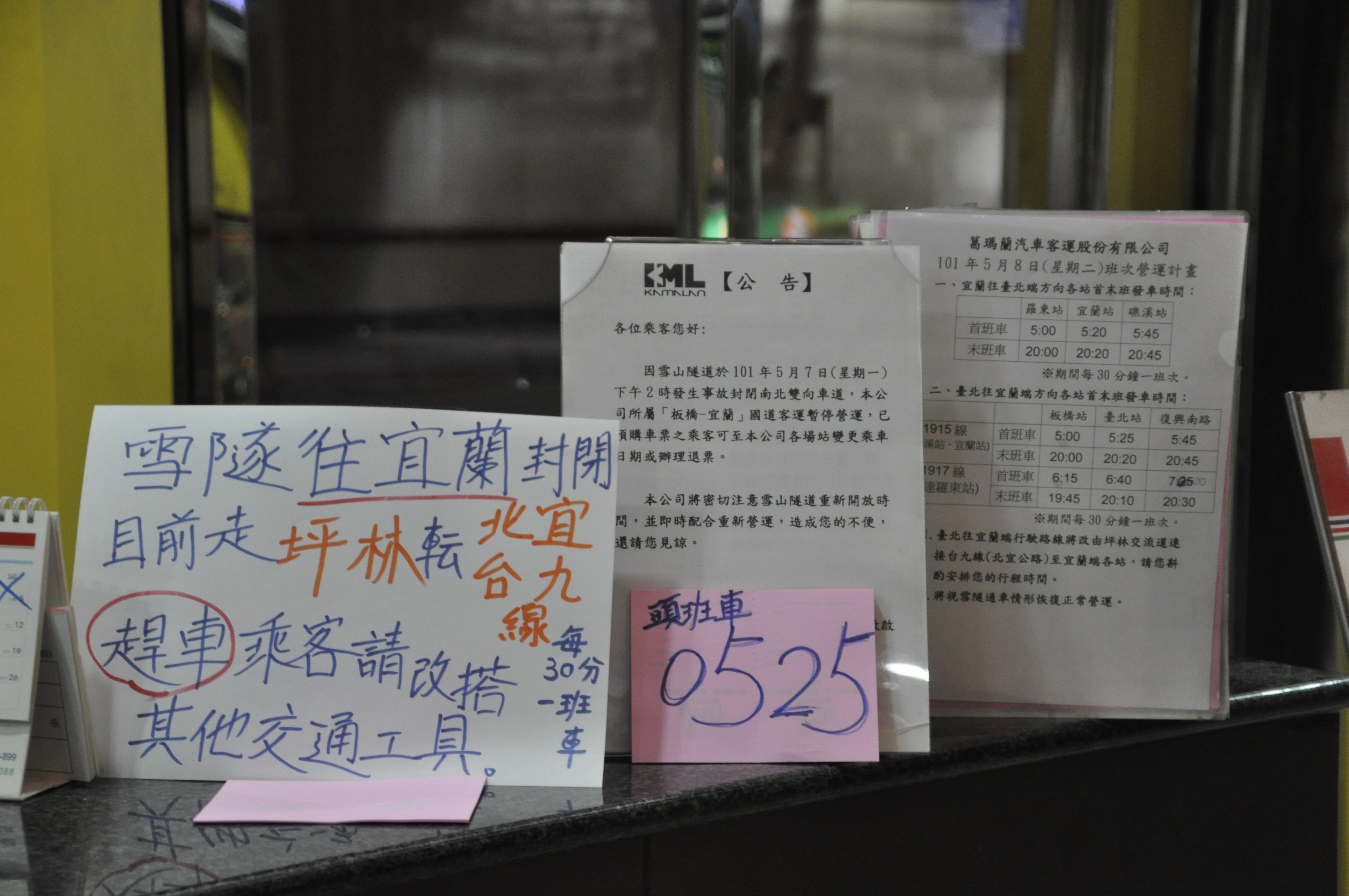
雪山事故第二天，葛瑪蘭客運臨時改線通知

## 其他
雪隧事故發生前，隧道內限速與安全車距如下：

### 隧道內限速
- 2006年6月16日起，時速50至70公里
- 2008年5月1日起，時速60公里到80公里
- 2010年11月1日起，時速90公里

### 安全車距
- 雪山隧道內的安全車距，依現行速限時速90公里計算，小客車是50公尺、大客車是100公尺。